# Annals of the Royal Botanic Garden. Calcutta
Annals of the Royal Botanic Garden. Calcutta (abreviado Ann. Roy. Bot. Gard. (Calcutta)) es una revista con ilustraciones y descripciones botánicas que es editada en Calcuta (India) desde el año 1887.